# Uͤ
Das Uͤ (Minuskel uͤ) war ein Buchstabe des lateinischen Schriftsystems, bestehend aus einem „u“ mit einer übergesetzten „e“-Minuskel. Er wurde im Alt-, Mittel- und Neuhochdeutschen verwendet und später durch den Buchstaben Ü bzw. ü ersetzt.
Entsprechend gab es für die heutigen Buchstaben Ä/ä und Ö/ö die Formen Aͤ/aͤ und Oͤ/oͤ.